# Elecciones legislativas de Argentina de 1888
Las elecciones legislativas de Argentina de 1888 se realizaron el 5 de febrero del mencionado año para renovar la mitad de la Cámara de Diputados, cámara baja del Congreso de la Nación Argentina.

## Bancas a elegir
| Provincia           | Bancas | A elegir |
| ------------------- | ------ | -------- |
| Buenos Aires        | 16     | 7        |
| Capital Federal     | 9      | 6        |
| Catamarca           | 4      | 1        |
| Córdoba             | 11     | 8        |
| Corrientes          | 6      | 3        |
| Entre Ríos          | 7      | 1        |
| Jujuy               | 2      | 1        |
| La Rioja            | 2      | 1        |
| Mendoza             | 3      | 1        |
| Salta               | 4      | 2        |
| San Juan            | 3      | 2        |
| San Luis            | 3      | 3        |
| Santa Fe            | 4      | 2        |
| Santiago del Estero | 7      | 3        |
| Tucumán             | 5      | 2        |
| Total               | 86     | 43       |

## Resultados por provincia
| Provincia           | Candidato                  | Votos  |
| ------------------- | -------------------------- | ------ |
| Buenos Aires        | Luis María Gonnet          | 14.042 |
| Buenos Aires        | Francisco B. Bosch         | 14.042 |
| Buenos Aires        | Guillermo Torres           | 14.042 |
| Buenos Aires        | José Inocencio Arias       | 14.042 |
| Buenos Aires        | Gabriel Larsen del Castaño | 14.042 |
| Buenos Aires        | Gregorio Torres            | 13.799 |
| Buenos Aires        | Juan A. Domínguez          | 13.683 |
| Buenos Aires        | Hilario Lagos              | 628    |
| Buenos Aires        | Alberto C. Diana           | 126    |
| Buenos Aires        | Ildefonso Gowland          | 126    |
| Buenos Aires        | Pascual Beracochea         | 126    |
| Buenos Aires        | Leandro N. Alem            | 126    |
| Buenos Aires        | Enrique S. Quintana        | 126    |
| Buenos Aires        | Bartolomé Mitre            | 126    |
| Capital Federal     | Estanislao Zeballos        | 7.148  |
| Capital Federal     | Víctor M. Molina           | 7.128  |
| Capital Federal     | Justino Obligado           | 7.128  |
| Capital Federal     | José Fernández             | 7.124  |
| Capital Federal     | José María Ramos Mejía     | 6.974  |
| Capital Federal     | Ernesto Pellegrini         | 6.795  |
| Capital Federal     | Jacinto L. Araoz           | 208    |
| Capital Federal     | Alberto Larroque           | 127    |
| Capital Federal     | Bartolomé Novaro           | 36     |
| Capital Federal     | Domingo Faustino Sarmiento | 19     |
| Capital Federal     | Florencio Roberts          | 15     |
| Capital Federal     | Bartolomé Mitre            | 13     |
| Capital Federal     | Bernardo de Irigoyen       | 13     |
| Capital Federal     | Manuel Quintana            | 8      |
| Capital Federal     | Dardo Rocha                | 5      |
| Capital Federal     | Valentín Fernández Blanco  | 5      |
| Capital Federal     | Pedro Rezzónico            | 4      |
| Capital Federal     | Ataliva Roca               | 3      |
| Capital Federal     | Ceferino Eigorraga         | 3      |
| Capital Federal     | Jesús María del Campo      | 3      |
| Capital Federal     | Gregorio Soler             | 3      |
| Capital Federal     | José Repetto               | 3      |
| Capital Federal     | E. Ygonet                  | 3      |
| Capital Federal     | Guillermo Cranwell         | 2      |
| Capital Federal     | Leandro N. Alem            | 2      |
| Capital Federal     | José J. Araujo             | 2      |
| Capital Federal     | M. Vergara                 | 2      |
| Capital Federal     | Ernesto Quesada            | 1      |
| Capital Federal     | Guido Sparro               | 1      |
| Capital Federal     | Martín Coronado            | 1      |
| Capital Federal     | Eufemio Abella             | 1      |
| Capital Federal     | Enrique Smith              | 1      |
| Capital Federal     | Antonio Malaver            | 1      |
| Capital Federal     | Francisco Alcobendas       | 1      |
| Capital Federal     | Luis Sáenz Peña            | 1      |
| Capital Federal     | Carlos Tejedor             | 1      |
| Capital Federal     | Julio Victorica            | 1      |
| Capital Federal     | José B. Gorostiaga         | 1      |
| Capital Federal     | Delfín Gallo               | 1      |
| Capital Federal     | Alejandro Jalbat           | 1      |
| Capital Federal     | M. Moyano                  | 1      |
| Capital Federal     | E. S. Kelly                | 1      |
| Capital Federal     | F. Aparicio                | 1      |
| Capital Federal     | Alberto M. del Pont        | 1      |
| Capital Federal     | Juan Andrade               | 1      |
| Catamarca           | Manuel V. Rodríguez        | 1.968  |
| Catamarca           | José F. Rodríguez          | 3      |
| Córdoba             | Carlos Tagle               | 2.144  |
| Córdoba             | Rufino Varela Ortiz        | 2.144  |
| Córdoba             | Donaciano del Campillo     | 2.144  |
| Córdoba             | Juan Alba Carrera          | 2.144  |
| Córdoba             | Dermidio A. de Olmos       | 2.144  |
| Córdoba             | Manuel A. Espinosa         | 2.144  |
| Córdoba             | Tristán A. Malbrán         | 2.144  |
| Córdoba             | Wenceslao Tejerina         | 2.144  |
| Corrientes          | Juan Balestra              | 8.952  |
| Corrientes          | Ramón A. Parera            | 8.952  |
| Corrientes          | Juan V. Lalanne            | 8.947  |
| Corrientes          | Nicanor Molinas            | 5      |
| Entre Ríos          | Salvador Maciá             | 4.954  |
| Jujuy               | José María Álvarez Prado   | 2.766  |
| Jujuy               | José A. Camillo            | 35     |
| Jujuy               | Eduardo Vilca              | 18     |
| Jujuy               | José Gómez                 | 4      |
| Jujuy               | Teodoro Vilte              | 4      |
| Jujuy               | Julio Bazili               | 2      |
| Jujuy               | Teodosio Carrigo           | 1      |
| Jujuy               | José Ovejero               | 1      |
| Jujuy               | Ricardo Ovejero            | 1      |
| Jujuy               | Belisario Goycochea        | 1      |
| La Rioja            | Joaquín V. González        | 1.673  |
| La Rioja            | Miguel J. Passos           | 3      |
| La Rioja            | Nicolás González           | 2      |
| Mendoza             | Agustín S. Videla          | 965    |
| Mendoza             | Pedro Anzorena             | 1      |
| Mendoza             | Andrés Barrera             | 1      |
| Salta               | Pedro I. López             | 7.046  |
| Salta               | Ezequiel M. Gallo          | 7.046  |
| San Juan            | Juan Pablo Albarracín      | 2.726  |
| San Juan            | Vicente Celestino Mallea   | 2.726  |
| San Luis            | Eriberto Mendoza           | 3.454  |
| San Luis            | Rodolfo M. Sarmiento       | 3.454  |
| San Luis            | Camilo Domínguez           | 3.454  |
| Santa Fe            | Ovidio Lagos               | 2.452  |
| Santa Fe            | Benjamín Basualdo          | 2.452  |
| Santiago del Estero | Octavio A. Sosa            | 4.479  |
| Santiago del Estero | Benjamín S. Giménez        | 4.479  |
| Santiago del Estero | Pedro Segundo Barraza      | 4.479  |
| Tucumán             | Silvano Bores              | 5.672  |
| Tucumán             | Benjamín Posse             | 5.671  |
| Tucumán             | Julián Murga               | 1      |

1. ↑  Renunció el 28 de agosto de 1889, lo reemplaza José María Ramos Mejía en 1890.
2. ↑  Falleció el 10 de diciembre de 1889, lo reemplaza Lucio V. Mansilla en 1890.
3. ↑  Electo para completar el mandato de Alejandro Leloir (1886-1890).
4. ↑  Renunció el 2 de mayo de 1889, lo reemplaza José Echenique en una elección especial el 7 de julio de 1889.
5. ↑  Renuncia aceptada el 3 de agosto de 1891, no fue reemplazado.
6. ↑  Renunció el 25 de octubre de 1891, no fue reemplazado.
7. ↑  Renunció el 20 de julio de 1891, no fue reemplazado.
8. ↑  Renunció el 12 de junio de 1889, lo reemplaza Arturo Castaño en una elección especial el 25 de agosto de 1889.
9. ↑  Falleció el 13 de junio de 1891, no fue reemplazado.
10. ↑  Renunció el 29 de octubre de 1889, lo reemplaza José M. Cáceres en 1890.
11. ↑  Renuncia aceptada el 13 de mayo de 1889, lo reemplaza Vicente Padilla en una elección especial el 30 de junio de 1889.
12. ↑  Falleció el 16 de octubre de 1889, lo reemplaza Eliseo Cantón en 1890.

## Elecciones parciales
| Provincia | Fecha                 | Candidato           | Votos |
| --------- | --------------------- | ------------------- | ----- |
| Catamarca | 7 de julio de 1889    | José R. Ibáñez      | 1.048 |
| Catamarca | 7 de julio de 1889    | Victoriano Barros   | 1     |
| Córdoba   | 21 de octubre de 1888 | Pablo G. Rueda      | 1.931 |
| Córdoba   | 7 de julio de 1889    | José Echenique      | 1.621 |
| Jujuy     | 28 de julio de 1889   | Fabio López García  | 1.522 |
| Jujuy     | 28 de julio de 1889   | Manuel Bertrés      | 10    |
| Jujuy     | 28 de julio de 1889   | Joaquín Carrillo    | 3     |
| Jujuy     | 28 de julio de 1889   | Pelagio Alemán      | 1     |
| Jujuy     | 28 de julio de 1889   | Eduardo Ovejero     | 1     |
| Jujuy     | 28 de julio de 1889   | Evangelista Peralta | 1     |
| La Rioja  | 25 de agosto de 1889  | Arturo Castaño      | 2.120 |
| Tucumán   | 30 de junio de 1889   | Vicente Padilla     | 4.080 |
| Tucumán   | 30 de junio de 1889   | Eudoro Vázquez      | 1     |

1. ↑  Electo para completar el mandato de Antonio del Pino (1886-1890).
2. ↑  Electo para completar el mandato de Francisco J. Figueroa (1886-1890).
3. ↑  Electo para completar el mandato de Carlos Tagle (1888-1892).
4. ↑  Electo para completar el mandato de Manuel Padilla (1886-1890).
5. ↑  Electo para completar el mandato de Joaquín V. González (1888-1892).
6. ↑  Electo para completar el mandato de Silvano Bores (1888-1892).